# Trey Spruance
Preston Lea Spruance III, noto come Trey Spruance (Eureka, 14 agosto 1969), è un compositore, produttore discografico e musicista statunitense.
Suona diversi strumenti, tra cui chitarra, tastiere, tromba e percussioni nei gruppi Secret Chiefs 3 e Mr. Bungle.

## Carriera
Nel 1985 forma i Mr. Bungle insieme a Mike Patton e Trevor Dunn. Dallo scioglimento del gruppo, nel 2000, si concentra maggiormente al progetto parallelo Secret Chiefs 3.
Ha suonato anche col musicista jazz John Zorn, con i Faith No More, con gli Impaled e in innumerevoli altri progetti. Ha prodotto diversi album, tra cui Disco Volante e California dei Mr. Bungle, e Death After Life degli Impaled.
Ha fondato una sua etichetta discografica, la Mimicry Records, sotto cui ha prodotto gli album per gruppi come Estradasphere, The Youngs, Cleric, Danubius, Sleepytime Gorilla Museum, Brazzaville, Matt Chamberlain, Dengue Fever, The Tuna Helpers e altri.

## Discografia
Con i Faith No More
- King for a Day... Fool for a Lifetime (1995)

Con i Mr. Bungle
- Mr. Bungle (1991)
- Disco Volante (1995)
- California (1999)

Con i Secret Chiefs 3
- First Grand Constitution and Bylaws (1996)
- Second Grand Constitution and Bylaws: Hurqalya (1998)
- Eyes of Flesh, Eyes of Flame (1999)
- Book M (2001)
- Book of Horizons (2004)
- Path of Most Resistance (2007)
- Xaphan: Book of Angels Volume 9 (2008)
- Traditionalists: Le Mani Destre Recise Degli Ultimi Uomini (2009)
- Satellite Supersonic Vol. 1 (2010)

Con i Faxed Head
- Uncomfortable But Free (1995)
- Exhumed at Birth (1997)
- Chiropractic (2001)

Con i Weird Little Boy
- Weird Little Boy (1998)